# Василёнок, Ольга Владимировна
Ольга Владимировна Василёнок (род. 17 мая 1980, Мядель, Минская область) — белорусская лыжница, участница двух Олимпийских игр, чемпионка Универсиады. Более успешно выступала в спринтерских гонках.

## Карьера
В Кубке мира Василёнок дебютировала в январе 2004 года, тогда же первый раз попала в десятку лучших на этапе Кубка мира, в эстафете. Всего имеет на своём счету 2 попадания в десятку лучших на этапах Кубка мира, оба в командных соревнованиях, в личных гонках не поднималась выше 11-го места. Лучшим результатом в итоговом общем зачёте Кубка мира, является для Василёнок 58-е место в сезоне 2004-05.
На Олимпиаде-2006 в Турине стала 51-й в дуатлоне 7,5+7,5 км, 15-й в эстафете, 25-й в спринте и 34-й в масс-старте на 30 км.
На Олимпиаде-2010 в Ванкувере принимала участие в четырёх гонках: 10 км коньком - 55-е место, спринт - 46-е место, командный спринт - 13-е место, эстафета - 10-е место.
За свою карьеру принимала участие в трёх чемпионатах мира, лучший результат 6-е место в командном спринте на чемпионате 2007 года, в личных гонках не поднималась выше 17-го места.
По окончании сезона 2009-10 Ольга Василёнок завершила профессиональную карьеру.
Использовала лыжи и ботинки производства фирмы Fischer.